# 台茂購物中心

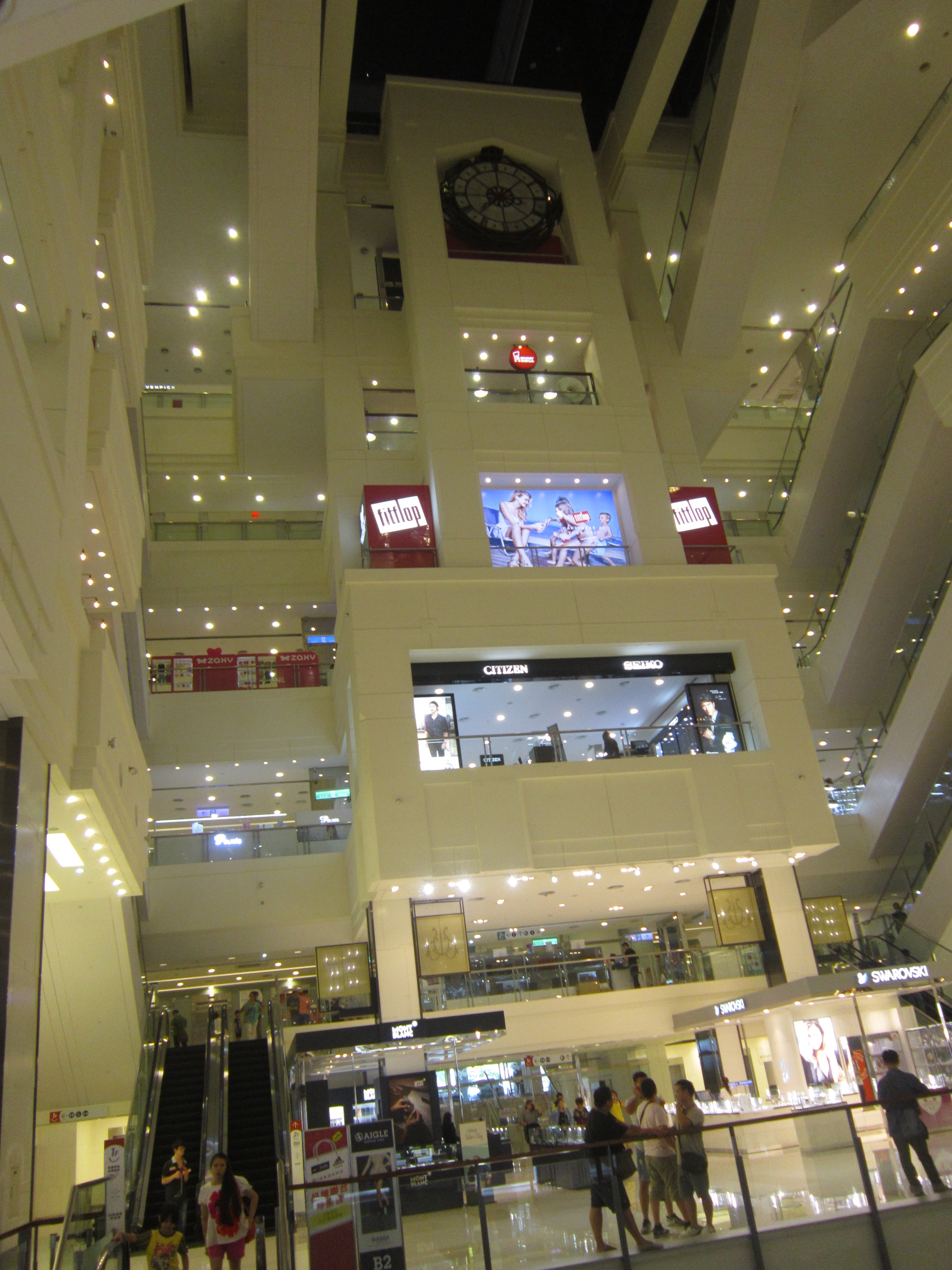
中庭

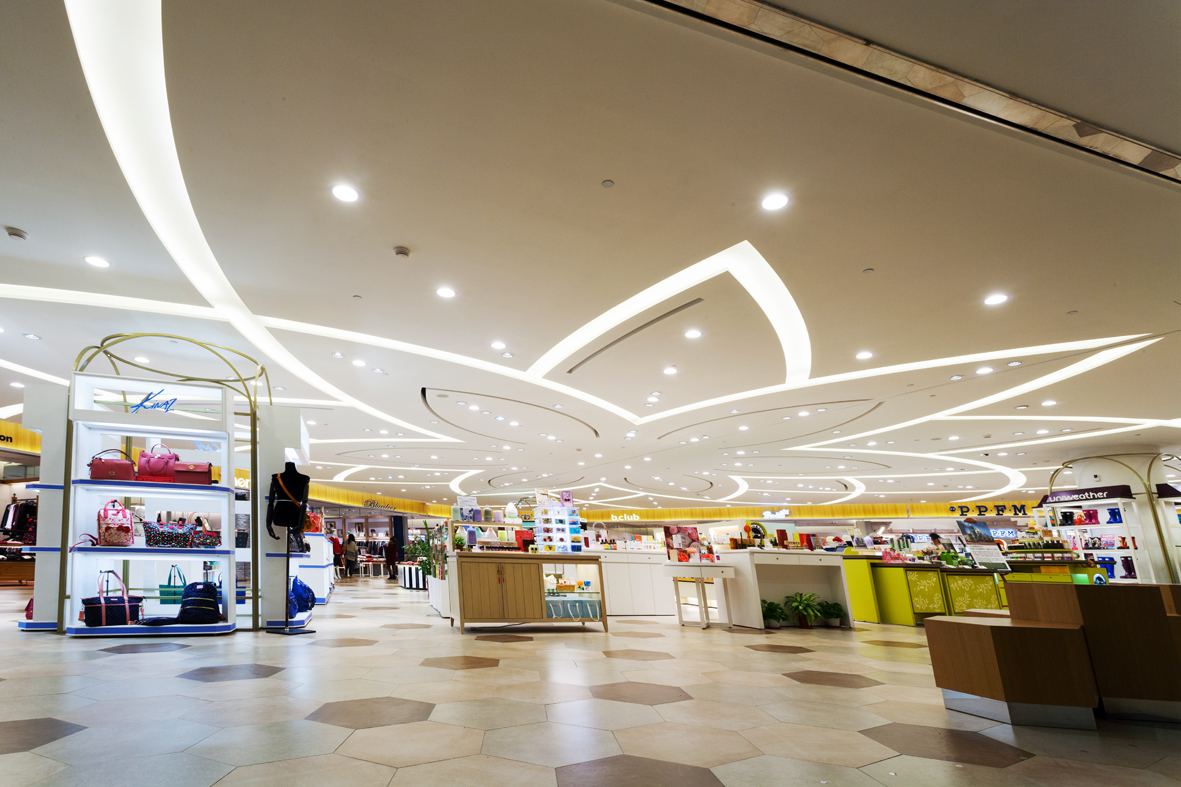
3樓

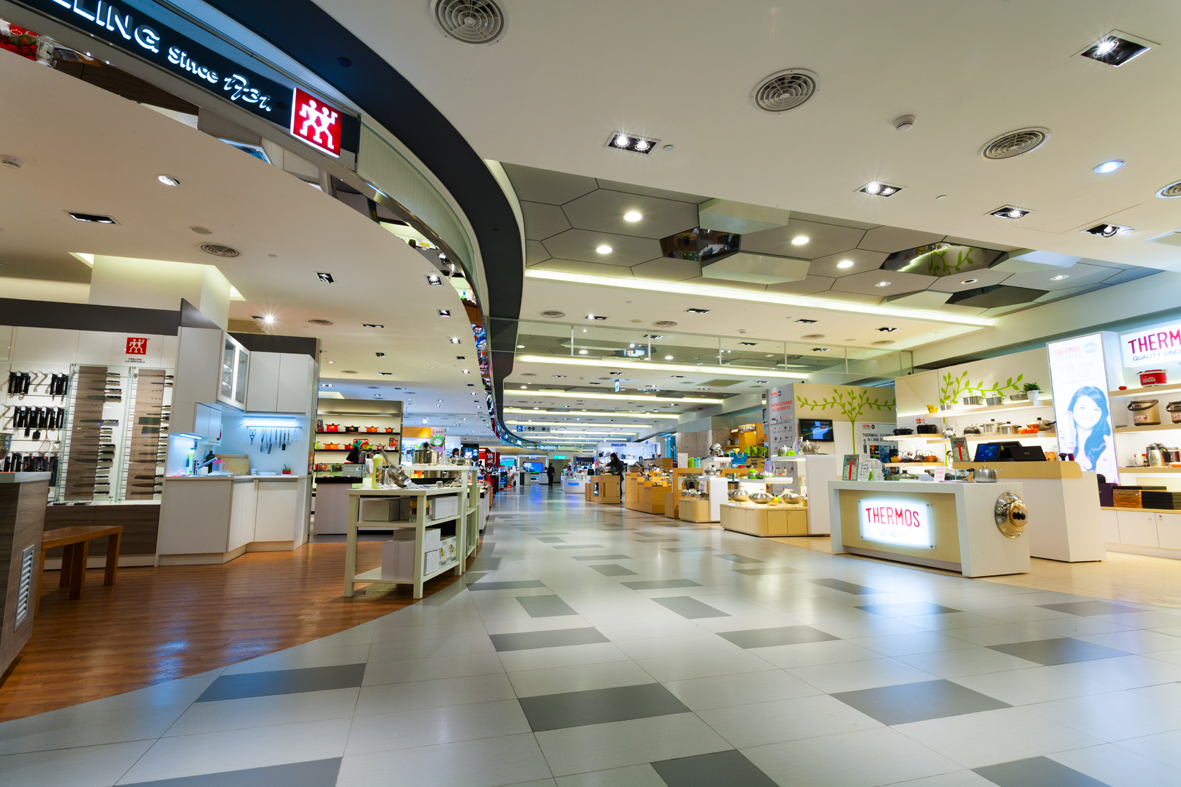
5樓

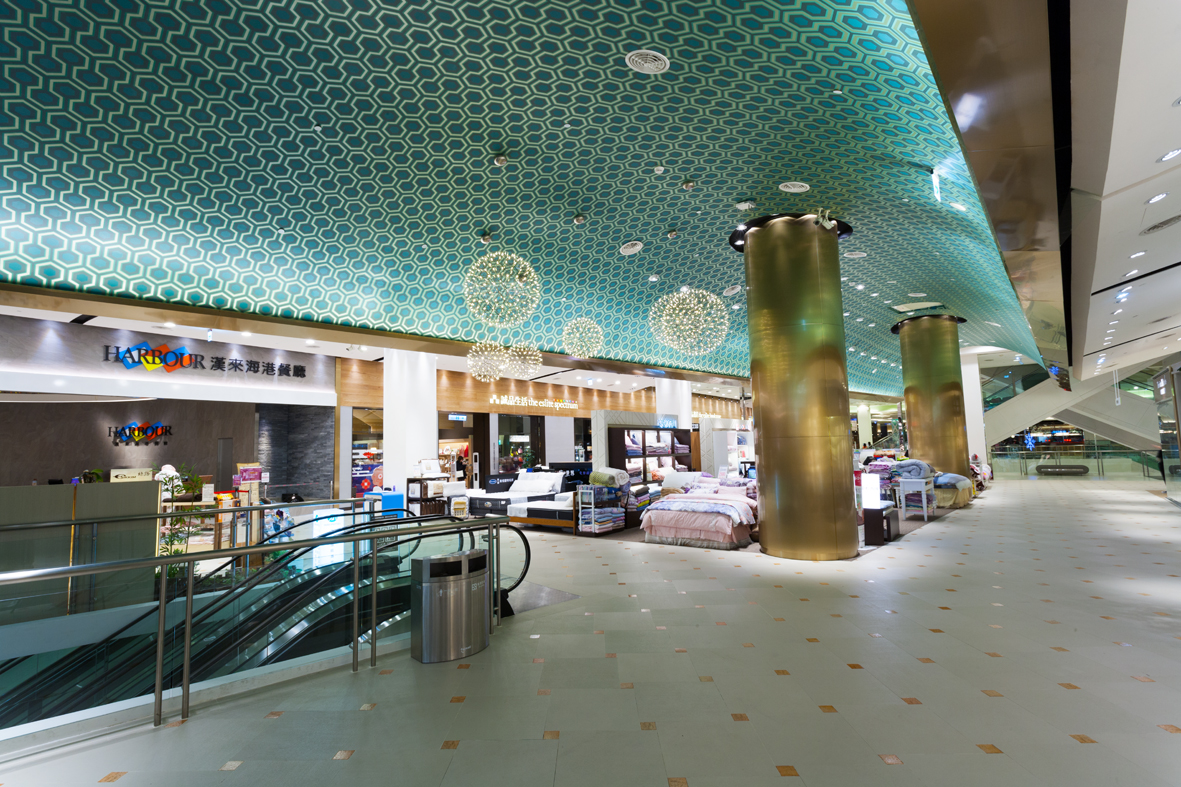
6樓

台茂購物中心（英語：TaiMall）是位於臺灣桃園市蘆竹區的大型購物中心，1999年7月4日開幕，為台灣第一家大型購物中心。由台茂商場經營管理顧問股份有限公司負責營運，2020年興建戶外的台茂公園，為台灣第一座結合大型綠地公園的購物中心。

## 歷史
- 1994年8月，台茂開發股份有限公司配合李登輝政府推動之工商綜合區之土地政策，提出南崁工商綜合區開發為購物中心分區案之申請。費時三年取得開發許可及完成都市計畫土地使用分區變更，再加上二年營建期，前後歷時五年時間，斥資新台幣74億元打造的台茂南崁家庭娛樂購物中心，於1999年7月4日正式開業。
- 2008年10月，台茂開發由原始股東新加坡政府投資公司現金併購，新加坡政府投資公司在台成立「新台茂環球股份有限公司」（New Taimall Global Company Pte. Ltd.）。台茂購物中心的營運管理與規劃則由新加坡吉寶置業旗下之「台茂商場經營管理顧問股份有限公司」負責經營。
- 2010年12月18日，經歷2年2階段的大改造後，台茂以「新台茂 越來越好」改裝開業。
- 2014年7～10月，台茂以「美好年代 嶄新啟程」作為主題，斥資新台幣3億元進行改裝，於12月開業。經過重新規劃的時尚商業空間，寬敞舒適呈現簡約Loft時尚輕工業風格。
- 2015年度台茂業績創新高，成為桃園市業績第一名的百貨商場。
- 2016年，台茂地下一樓引進香港連鎖超市Citysuper[2]，地下二樓引進零售服飾與精緻生活名店。
- 2017年，台茂年度業績新台幣60億元，連續三年為桃園市百貨商場業績第一名；榮獲天下雜誌「2017金牌服務業」百貨購物中心類第四名。
- 2018年12月19日，台茂購物中心產權由德國最大退休基金BVK（50%）與樂富一號不動產投資信託基金（50%）共同投資持有，並由「台茂商場經營管理顧問有限公司」負責經營管理。
- 2019年，Citysuper結束營業[3]。

## 裝置藝術展覽
- 2011年12月，強化Event Mall，別出心裁推出體驗行銷-大型裝置藝術展演「新加坡熱帶聖誕節」。
- 2012年7月，「我的天堂島嶼渡假去」。
- 2012年12月，大型裝置藝術展演-「聖誕老人不在家」。
- 2013年7月，結合時下熱門卡通人物推出台茂「海綿寶寶夏日運動會」的大型裝置。
- 2013年12月，舉辦「芭比夢幻派對」，一艘粉紅浪漫的渡輪在台茂出現。
- 2014年12月，取得90歲的迪士尼經典卡通人物米奇授權，占地62坪的台茂「米妮仙履奇緣夢想派對」decor，展期至2015年3月1日。
- 2017年6月，展出「PeppaPig粉紅豬小妹的夏日樂園」大型主題裝置展。
- 2018年6月，展出「嚕嚕米的夏日旅行」大型主題裝置展。
- 2018年11月，展出「光之聖誕」大型主題裝置展。
- 2019年11月，展出「海洋耶誕派對」大型主題裝置展。
- 2020年11月，展出「台茂Shining★耶誕嘉年華」大型主題裝置展。
- 2021年11月，展出「熊大與兔兔的小鎮派對」大型主題裝置展。
- 2022年11月，展出「BT21宇宙小鎮歡樂冬季趴」大型主題裝置展。

## 設施
台茂購物中心室內佔地15,000坪；樓地板面積22,852坪，零售佔總面積43%、休閒娛樂部分佔40%、餐飲部分佔15%、其他佔2%；主體購物中心為地面7層及地下3層，總計48座手扶梯，與6部可容納24人的超大型電梯，室內外共有將近三萬坪的空間及2,600部汽車停車位。
台茂購物中心室內外共有多個表演場地，室內有一個廣場，地下二樓的微笑劇場配有固定舞台、燈光、音響、後台，適合發表會、音樂會各種發表會；若延伸至中央挑空區，則可創造從地下二樓延伸至七樓的視覺效果，氣氛更佳。
戶外則有佔地5,500坪的綠地公園，在2010年時，曾邀請已故空拍藝術家齊柏林合作，以「載愛飛行」為主題，以城堡外牆為螢幕，藉由大型的投影，發表關懷環保生態與台灣之美的影片，「從台灣最大的銀幕，看見台灣最美的角度」。
2020年夏天，全新地標TaiMall❤Park盛大開放，佔地5,500坪的全方位的戶外休閒空間，規劃適合家庭客層、年輕族群的多元化休閒設施，有親子家庭最愛踩點的「兒童遊戲區」、年輕人最愛的活力「籃球場」與小朋友最愛的「直排輪場」；戶外綠地也將舉辦各式市集、音樂會、野餐、大型聖誕派對等等，提供豐富多元的休閒生活提案。

## 樓層簡介
| 樓層 | 名稱           |
| ---- | -------------- |
| 7F   | 美麗新影城     |
| 6F   | 國際美饌       |
| 5F   | 美食百滙       |
| 4F   | 仕女內衣       |
| 3F   | 流行女裝       |
| 2F   | 便利生活       |
| 1F   | 都會時尚       |
| B1   | 世界健身俱樂部 |
| B2   | 運動時尚       |
| B3   | 停車場         |

## 外部連結
- 台茂購物中心 （页面存档备份，存于）
- 台茂購物中心的Facebook專頁
- 台茂購物中心的Instagram帳戶
- YouTube上的台茂購物中心頻道
- 台灣公司資料 （页面存档备份，存于）